# Confuciusornithidae
Confuciusornithidae é uma família de aves primitivas do Cretáceo Inferior da China. Cerca de metade de todos os espécimens, incluindo representantes de todas as espécies, que tem preservadas as penas, possuem um par de distintas retrizes em forma de fita.

## Classificação
A família Confuciusornithidae foi descrita por Hou, Zhou, Gu e Zhang em 1995 para abranger o gênero-tipo, Confuciusornis, e foi assinalada na ordem Confuciusornithiformes dentro da classe Aves. O grupo recebeu uma definição filogenética de Chiappe e colaboradores em 1999, que o definiu como um clado nodal-base incluindo somente os gêneros Changchengornis e Confuciusornis. Sereno (2005) expandiu esta definição para incluir todas as espécies mais próximas ao Confuciusornis sanctus do que ao pardal-doméstico, Passer domesticus. Jinzhouornis foi adicionado a Confuciusornithidae por Hou, Zhou, e Zhang em 2002, e em 2008, Zhang, Zhou e Benton assinalaram um novo gênero descrito, Eoconfuciusornis, a família.
Família Confuciusornithidae Hou, Zhou, Gu e Zhang, 1995
- Gênero Changchengornis Ji, Chiappe e Ji, 1999
  - Changchengornis hengdaoziensis Ji, Chiappe e Ji, 1999
- Gênero Confuciusornis Hou, Zhou, Gu e Zhang 1995
  - Confuciusornis chuonzhous Hou, 1997
  - Confuciusornis dui Hou, Martin, Zhou, Feduccia e Zhang, 1999
  - Confuciusornis sanctus Hou, Zhou, Gu e Zhang 1995
  - Confuciusornis suniae Hou, 1997
- Gênero Eoconfuciusornis Zhang, Zhou e Benton 2008
  - Eoconfuciusornis zhengi Zhang, Zhou e Benton 2008
- Gênero Jinzhouornis Hou, Zhou, Zhang e Ying, 2002
  - Jinzhouornis yixianensis Hou, Zhou, Zhang e Ying, 2002
  - Jinzhouornis zhangjiyingia Hou, Zhou, Zhang e Ying, 2002